# Marjan Jakič
Marjan Jakič, slovenski politik, * ?.
Med 8. aprilom 1993 in 30. aprilom 1995 je bil državni sekretar Republike Slovenije na Ministrstvu za gospodarske dejavnosti Republike Slovenije.